# Gestione del supporto militare
La gestione del supporto militare è un multifunzionale approccio agli appalti, la produzione e la fornitura di prodotti e servizi. L'ambito di gestione ampio comprende sub-fornitori, fornitori, informazioni interna e il flusso di fondi.